# Уряд Мавританії
Уряд Мавританії — вищий орган виконавчої влади Мавританії.

## Голова уряду
- Прем'єр-міністр — Ях'я ульд Хадеміне (англ. Yahya Ould Hademine).

## Кабінет міністрів
Склад чинного уряду подано станом на 7 квітня 2016 року.
| Логотип | Міністерство                                                    | Міністр                                                         | Фото | Час на посаді | Час на посаді | Партія | Партія | Вебсайт |
| --- | --------------------------------------------------------------- | --------------------------------------------------------------- | ---- | ------------- | ------------- | ------ | ------ | ------- |
| | Міністерство внутрішніх справ і децентралізації                 | Ахмеду ульд Абдалла (Ahmedou Ould Abdallah)                     |      |               |               |        |        |         |
| | Міністерство води і санітарії                                   | Мохамед Абдаллаі ульд Удаа (Mohamed Abdallahi Ould Oudaa)       |      |               |               |        |        |         |
| | Міністерство державної служби та модернізації управління        | Сейдіна Алі ульд Мохамед Хуна (Seydina Aly Ould Mohamed Khouna) |      |               |               |        |        |         |
| | Міністерство екології та сталого розвитку                       | Амеді Камара (Amedi Camara)                                     |      |               |               |        |        |         |
| | Міністерство економіки та розвитку                              | Сіді ульд Тах (Sidi Ould Tah)                                   |      |               |               |        |        |         |
| | Міністерство енергетики, нафти та гірництва                     | Мохамед Самлем ульд Бешир (Mohamed Salem Ould Bechir)           |      |               |               |        |        |         |
| | Міністерство житла, міських справ і територіального управління  | Амал Мінт Маулуд (Amal Mint Maouloud)                           |      |               |               |        |        |         |
| | Міністерство зайнятості, професійної освіти та нових технологій | Діа Моктар Малал (Dia Moktar Malal)                             |      |               |               |        |        |         |
| | Міністерство закордонних справ                                  | Іссельку ульд Ахмед Ізід Біх (Isselkou Ould Ahmed Izid Bih)     |      |               |               |        |        |         |
| Міністр-делегат у справах міжнародної співпраці, Магрибу, африканських країн та мавританської діаспори Хадіджету Мбарек Фалл (Khadijetou Mbareck Fall) | Міністерство закордонних справ                                  |                                                                 |      |               |               |        |        |         |
| | Міністерство зі зв'язків із парламентом                         | Мохамед Леміне ульд Шейх (Mohamed Lemine Ould Cheikh)           |      |               |               |        |        |         |
| | Міністерство культури та ремесел                                | Хінду Мінт Айніна (Hindou Mint Ainina)                          |      |               |               |        |        |         |
| | Міністерство молоді та спорту                                   | Кумба Ба (Coumba Ba)                                            |      |               |               |        |        |         |
| | Міністерство оборони                                            | Діалло Амаду Батія (Diallo Amadou Bathia)                       |      |               |               |        |        |         |
| | Міністерство освіти                                             | Ісселму ульд Сідель Моктар (Isselmou Ould Sid'el Moctar)        |      |               |               |        |        |         |
| | Міністерство освіти і науки                                     | Сіді ульд Салем (Sidi Ould Salem)                               |      |               |               |        |        |         |
| | Міністерство охорони здоров'я                                   | Бубакар Кане (Boubacar Kane)                                    |      |               |               |        |        |         |
| | Міністерство риболовлі та морської економіки                    | Нані ульд Хруга (Nany Ould Chrougha)                            |      |               |               |        |        |         |
| | Міністерство скотарства                                         | Фатма Валл Мінт Суейне (Fatma Vall Mint Soueinae)               |      |               |               |        |        |         |
| | Міністерство соціальної політики                                | Фатма Мінт Хабіб (Fatma Mint Habib)                             |      |               |               |        |        |         |
| | Міністерство сільського господарства                            | Леміне Мінт Мема (Lemine Mint Mema)                             |      |               |               |        |        |         |
| | Міністерство техніки та транспорту                              | Ахмед Салем ульд Абдеррауф (Ahmed Salem Ould Abderraouf)        |      |               |               |        |        |         |
| | Міністерство торгівлі, промисловості та туризму                 | Наха Мінт Хамді ульд Мукнасс (Naha Mint Hamdi Ould Mouknass)    |      |               |               |        |        |         |
| | Міністерство у зв'язках із парламентом                          | Ізідбіх ульд Мохамед Махмуд (Izidbih Ould Mohamed Mahmoud)      |      |               |               |        |        |         |
| | Міністерство у справах ісламу і релігійної освіти               | Ахмед ульд Ехіль Дауд (Ahmed Ould Ehil Daoud)                   |      |               |               |        |        |         |
| | Міністерство фінансів                                           | Мохтра ульд Діай (Mokhtar Ould Diay)                            |      |               |               |        |        |         |
| | Міністерство юстиції                                            | Сіді ульд Зейн (Sidi Ould Zeine)                                |      |               |               |        |        |         |
| | Генеральний секретар Кабінету міністрів                         | Зейнебу Мінт Елі Салем (Zeinebou Mint Ely Salem)                |      |               |               |        |        |         |